# Cronistoria della Associazione Calcio Reggiana 1919
In questa pagina sono riportati i risultati relativi alle varie stagioni sportive della Associazione Calcio Reggiana 1919, società calcistica italiana con sede a Reggio nell'Emilia.

## Campionato
Di seguito è riportata la cronistoria e le statistiche principali dei 103 campionati disputati dalla Reggiana a partire dalla sua nascita nel 1919. È escluso dal conteggio il Campionato Alta Italia 1943-1944 al quale la Reggiana prese parte ma che non è considerato dalla Federazione Italiana Giuoco Calcio come un torneo ufficiale alla pari degli altri campionati con l'assegnazione finale dello scudetto, ma un semplice campionato di guerra il cui vincitore (lo Spezia) ha ricevuto un titolo onorifico.
Il miglior piazzamento nella sua storia è stato conseguito nella stagione 1993-1994 col raggiungimento del 14º posto in Serie A. Il peggior piazzamento invece è stato conseguito nella stagione 2005-2006 col raggiungimento dell'8º posto in Serie C2.
Fino alla stagione 1934-1935 a fianco del nome della competizione disputata è indicata tra parentesi una lettera che sta ad indicare il livello corrispondente nella piramide del calcio italiano all'epoca dello svolgimento del campionato (A=primo livello, B=secondo livello, C=terzo livello).
Legenda: =promozione; =retrocessione.
| Stagione  | Campionato                            | Piazzamento | Punti | G  | V  | N  | P  | Gf | Gs  | MPt  | MPtr |
| --------- | ------------------------------------- | ----------- | ----- | -- | -- | -- | -- | -- | --- | ---- | ---- |
| 1919-1920 | Campionato Emiliano di Promozione (B) | 3º          | 8     | 8  | 3  | 2  | 3  | 13 | 15  | 1,00 | 1,38 |
| 1920-1921 | Prima Categoria (A)                   | 4º          | 6     | 8  | 2  | 2  | 4  | 19 | 18  | 0,75 | 1,00 |
| 1921-1922 | Prima Categoria (A)                   | 4º          | 5     | 9  | 4  | 1  | 4  | 12 | 25  | 0,56 | 1,44 |
| 1922-1923 | Seconda Divisione (B)                 | 4º          | 17    | 14 | 7  | 3  | 4  | 27 | 15  | 1,21 | 1,71 |
| 1923-1924 | Seconda Divisione (B)                 | 2º          | 22    | 14 | 9  | 4  | 1  | 33 | 9   | 1,57 | 2,21 |
| 1923-1924 | Seconda Divisione (B)                 | Fasi finali | 11    | 10 | 4  | 3  | 3  | 16 | 12  |      |      |
| 1923-1924 | Seconda Divisione (B)                 | Spareggio   |       | 1  | 1  | 0  | 0  | 2  | 0   |      |      |
| 1924-1925 | Prima Divisione (A)                   | 8º          | 20    | 22 | 9  | 2  | 11 | 36 | 42  | 0,91 | 1,32 |
| 1925-1926 | Prima Divisione (A)                   | 9º          | 17    | 22 | 7  | 3  | 12 | 30 | 50  | 0,77 | 1,09 |
| 1926-1927 | Prima Divisione (B)                   | 1º          | 28    | 20 | 14 | 2  | 4  | 44 | 24  | 1,40 | 2,20 |
| 1926-1927 | Prima Divisione (B)                   | Fasi finali | 5     | 6  | 2  | 1  | 3  | 9  | 10  |      |      |
| 1927-1928 | Divisione Nazionale (A)               | 11º         | 8     | 20 | 1  | 6  | 13 | 23 | 77  | 0,40 | 0,45 |
| 1928-1929 | Divisione Nazionale (A)               | 15º         | 13    | 30 | 3  | 7  | 20 | 51 | 103 | 0,43 | 0,53 |
| 1929-1930 | Serie B                               | 15º         | 23    | 34 | 8  | 7  | 19 | 45 | 75  | 0.68 | 0.91 |
| 1930-1931 | Prima Divisione (C)                   | 2º          | 35    | 26 | 16 | 3  | 7  | 58 | 32  | 1,35 | 1,96 |
| 1930-1931 | Prima Divisione (C)                   | Fasi finali | 3     | 6  | 0  | 3  | 3  | 8  | 20  |      |      |
| 1931-1932 | Prima Divisione (C)                   | 5º          | 29    | 26 | 13 | 3  | 10 | 57 | 48  | 1,12 | 1,62 |
| 1932-1933 | Prima Divisione (C)                   | 2º          | 30    | 24 | 14 | 2  | 8  | 50 | 36  | 1,25 | 1,83 |
| 1933-1934 | Prima Divisione (C)                   | 1º          | 38    | 26 | 15 | 8  | 3  | 62 | 24  | 1,46 | 2,04 |
| 1933-1934 | Prima Divisione (C)                   | Fasi finali | 4     | 6  | 2  | 0  | 4  | 10 | 19  |      |      |
| 1934-1935 | Prima Divisione (C)                   | 1º          | 38    | 26 | 15 | 8  | 3  | 53 | 22  | 1.46 | 2.04 |
| 1934-1935 | Prima Divisione (C)                   | Fasi finali | 8     | 6  | 3  | 2  | 1  | 11 | 5   |      |      |
| 1934-1935 | Prima Divisione (C)                   | Spareggio   |       | 1  | 0  | 0  | 1  | 0  | 7   |      |      |
| 1935-1936 | Serie C                               | 2º          | 45    | 30 | 21 | 3  | 6  | 60 | 28  | 1.50 | 2.20 |
| 1936-1937 | Serie C                               | 5º          | 32    | 30 | 13 | 6  | 11 | 57 | 44  | 1.07 | 1.50 |
| 1937-1938 | Serie C                               | 3º          | 39    | 30 | 16 | 7  | 7  | 59 | 27  | 1.30 | 1.83 |
| 1938-1939 | Serie C                               | 1º          | 37    | 26 | 15 | 7  | 4  | 42 | 14  | 1.42 | 2.00 |
| 1938-1939 | Serie C                               | Fasi finali | 5     | 6  | 2  | 1  | 3  | 6  | 9   |      |      |
| 1939-1940 | Serie C                               | 1º          | 46    | 30 | 20 | 6  | 4  | 62 | 24  | 1.53 | 2.20 |
| 1939-1940 | Serie C                               | Fasi finali | 9     | 6  | 4  | 1  | 1  | 17 | 5   |      |      |
| 1940-1941 | Serie B                               | 9º          | 33    | 34 | 12 | 9  | 13 | 51 | 43  | 0.97 | 1.32 |
| 1941-1942 | Serie B                               | 16º         | 25    | 34 | 7  | 11 | 16 | 25 | 59  | 0.74 | 0.94 |
| 1942-1943 | Serie C                               | 2º          | 27    | 19 | 12 | 3  | 4  | 49 | 23  | 1.42 | 2.05 |
| 1945-1946 | Serie B-C Alta Italia                 | 1º          | 29    | 22 | 11 | 7  | 4  | 32 | 19  | 1.32 | 1.82 |
| 1945-1946 | Serie B-C Alta Italia                 | Fasi finali | 9     | 10 | 4  | 1  | 5  | 8  | 13  |      |      |
| 1946-1947 | Serie B                               | 13º         | 39    | 40 | 12 | 15 | 13 | 38 | 48  | 0.98 | 1.28 |
| 1947-1948 | Serie B                               | 5º          | 39    | 34 | 13 | 13 | 8  | 52 | 37  | 1.15 | 1.53 |
| 1948-1949 | Serie B                               | 16º         | 39    | 42 | 18 | 3  | 21 | 56 | 56  | 0.93 | 1.36 |
| 1949-1950 | Serie B                               | 17º         | 37    | 42 | 15 | 7  | 20 | 56 | 64  | 0.88 | 1.24 |
| 1950-1951 | Serie B                               | 18º         | 40    | 40 | 15 | 10 | 15 | 48 | 53  | 1.00 | 1.38 |
| 1951-1952 | Serie B                               | 19º         | 24    | 38 | 8  | 8  | 22 | 38 | 70  | 0.63 | 0.84 |
| 1952-1953 | Serie C                               | 18º         | 11    | 34 | 9  | 13 | 12 | 46 | 37  | 0.32 | 0.59 |
| 1953-1954 | IV Serie                              | 3º          | 36    | 30 | 14 | 8  | 8  | 58 | 39  | 1.20 | 1.67 |
| 1954-1955 | IV Serie                              | 7º          | 36    | 34 | 14 | 8  | 12 | 68 | 42  | 1.06 | 1.47 |
| 1955-1956 | IV Serie                              | 1º          | 54    | 34 | 22 | 10 | 2  | 77 | 35  | 1.59 | 2.24 |
| 1955-1956 | IV Serie                              | Fasi finali | 9     | 6  | 4  | 1  | 1  | 7  | 6   |      |      |
| 1955-1956 | IV Serie                              | Spareggio   |       | 1  | 0  | 0  | 1  | 1  | 3   |      |      |
| 1956-1957 | Serie C                               | 4º          | 38    | 34 | 14 | 10 | 10 | 39 | 31  | 1.12 | 1.53 |
| 1957-1958 | Serie C                               | 1º          | 43    | 34 | 17 | 9  | 8  | 49 | 33  | 1.26 | 1.76 |
| 1958-1959 | Serie B                               | 4º          | 43    | 38 | 17 | 9  | 12 | 45 | 36  | 1.13 | 1.58 |
| 1959-1960 | Serie B                               | 5º          | 39    | 38 | 14 | 11 | 13 | 51 | 50  | 1.03 | 1.39 |
| 1960-1961 | Serie B                               | 4º          | 43    | 38 | 16 | 11 | 11 | 63 | 55  | 1.13 | 1.55 |
| 1961-1962 | Serie B                               | 19º         | 32    | 38 | 8  | 16 | 14 | 34 | 40  | 0.84 | 1.05 |
| 1962-1963 | Serie C                               | 5º          | 37    | 34 | 12 | 13 | 9  | 33 | 28  | 1.09 | 1.44 |
| 1963-1964 | Serie C                               | 1º          | 55    | 34 | 22 | 11 | 1  | 60 | 12  | 1.62 | 2.26 |
| 1964-1965 | Serie B                               | 11º         | 36    | 38 | 11 | 14 | 13 | 34 | 27  | 0.95 | 1.24 |
| 1965-1966 | Serie B                               | 17º         | 34    | 38 | 9  | 16 | 13 | 32 | 39  | 0.89 | 1.13 |
| 1966-1967 | Serie B                               | 3º          | 42    | 38 | 15 | 12 | 11 | 35 | 39  | 1.11 | 1.50 |
| 1967-1968 | Serie B                               | 6º          | 45    | 40 | 15 | 15 | 10 | 41 | 32  | 1.13 | 1.50 |
| 1968-1969 | Serie B                               | 4º          | 46    | 38 | 17 | 12 | 9  | 36 | 23  | 1.21 | 1.66 |
| 1969-1970 | Serie B                               | 18º         | 33    | 38 | 6  | 21 | 11 | 22 | 31  | 0.87 | 1.03 |
| 1970-1971 | Serie C                               | 1º          | 58    | 38 | 21 | 16 | 1  | 46 | 9   | 1.53 | 2.08 |
| 1971-1972 | Serie B                               | 5º          | 45    | 38 | 14 | 17 | 7  | 42 | 23  | 1.18 | 1.55 |
| 1972-1973 | Serie B                               | 10º         | 37    | 38 | 11 | 15 | 12 | 31 | 31  | 0.97 | 1.26 |
| 1973-1974 | Serie B                               | 15º         | 34    | 38 | 9  | 16 | 13 | 30 | 37  | 0.89 | 1.13 |
| 1974-1975 | Serie B                               | 17º         | 34    | 38 | 9  | 16 | 13 | 33 | 36  | 0.89 | 1.13 |
| 1974-1975 | Serie B                               | Spareggio   |       | 1  | 1  | 0  | 0  | 2  | 1   |      |      |
| 1975-1976 | Serie B                               | 20º         | 24    | 38 | 5  | 14 | 19 | 31 | 50  | 0.63 | 0.76 |
| 1976-1977 | Serie C                               | 6º          | 39    | 38 | 13 | 14 | 11 | 35 | 32  | 1.03 | 1.39 |
| 1977-1978 | Serie C                               | 3º          | 46    | 38 | 16 | 14 | 8  | 49 | 26  | 1.21 | 1.63 |
| 1978-1979 | Serie C1                              | 4º          | 41    | 34 | 11 | 19 | 4  | 36 | 27  | 1.21 | 1.53 |
| 1979-1980 | Serie C1                              | 11º         | 34    | 34 | 9  | 16 | 9  | 34 | 28  | 1.00 | 1.26 |
| 1980-1981 | Serie C1                              | 1º          | 46    | 34 | 18 | 10 | 6  | 52 | 28  | 1.35 | 1.88 |
| 1981-1982 | Serie B                               | 12º         | 37    | 38 | 8  | 21 | 9  | 31 | 36  | 0.97 | 1.18 |
| 1982-1983 | Serie B                               | 17º         | 32    | 38 | 6  | 20 | 12 | 39 | 49  | 0.84 | 1.00 |
| 1983-1984 | Serie C1                              | 9º          | 34    | 34 | 9  | 16 | 9  | 29 | 32  | 1.00 | 1.26 |
| 1984-1985 | Serie C1                              | 5º          | 36    | 34 | 8  | 20 | 6  | 33 | 33  | 1.06 | 1.29 |
| 1985-1986 | Serie C1                              | 4º          | 40    | 34 | 14 | 12 | 8  | 40 | 31  | 1.18 | 1.59 |
| 1986-1987 | Serie C1                              | 3º          | 43    | 34 | 15 | 13 | 6  | 32 | 21  | 1.26 | 1.71 |
| 1987-1988 | Serie C1                              | 10º         | 36    | 34 | 12 | 12 | 10 | 34 | 24  | 1.06 | 1.41 |
| 1988-1989 | Serie C1                              | 1º          | 46    | 34 | 18 | 10 | 6  | 35 | 14  | 1.35 | 1.88 |
| 1989-1990 | Serie B                               | 7º          | 40    | 38 | 11 | 18 | 9  | 33 | 31  | 1.05 | 1.34 |
| 1990-1991 | Serie B                               | 7º          | 39    | 38 | 12 | 15 | 11 | 52 | 45  | 1.03 | 1.34 |
| 1991-1992 | Serie B                               | 7º          | 38    | 38 | 11 | 16 | 11 | 33 | 32  | 1.00 | 1.29 |
| 1992-1993 | Serie B                               | 1º          | 53    | 38 | 18 | 17 | 3  | 41 | 16  | 1.39 | 1.87 |
| 1993-1994 | Serie A                               | 14º         | 31    | 34 | 10 | 11 | 13 | 29 | 37  | 0.91 | 1.21 |
| 1994-1995 | Serie A                               | 17º         | 18    | 34 | 4  | 6  | 24 | 24 | 56  | 0.53 | 0.53 |
| 1995-1996 | Serie B                               | 4º          | 61    | 38 | 16 | 13 | 9  | 42 | 32  | 1.61 | 1.61 |
| 1996-1997 | Serie A                               | 18º         | 19    | 34 | 2  | 13 | 19 | 28 | 67  | 0.56 | 0.56 |
| 1997-1998 | Serie B                               | 10º         | 50    | 38 | 13 | 11 | 14 | 35 | 34  | 1.32 | 1.32 |
| 1998-1999 | Serie B                               | 17º         | 41    | 38 | 9  | 14 | 15 | 40 | 49  | 1.08 | 1.08 |
| 1999-2000 | Serie C1                              | 13º         | 40    | 34 | 10 | 10 | 14 | 33 | 36  | 1.18 | 1.18 |
| 2000-2001 | Serie C1                              | 15º         | 30    | 34 | 6  | 12 | 16 | 34 | 53  | 0.88 | 0.88 |
| 2000-2001 | Serie C1                              | Play-out    |       | 2  | 1  | 1  | 0  | 2  | 1   |      |      |
| 2001-2002 | Serie C1                              | 14º         | 37    | 34 | 10 | 7  | 17 | 36 | 55  | 1.09 | 1.09 |
| 2001-2002 | Serie C1                              | Play-out    |       | 2  | 1  | 0  | 1  | 3  | 3   |      |      |
| 2002-2003 | Serie C1                              | 12º         | 30    | 34 | 8  | 18 | 8  | 45 | 45  | 0.88 | 0.88 |
| 2003-2004 | Serie C1                              | 15º         | 37    | 34 | 9  | 10 | 15 | 32 | 45  | 1.09 | 1.09 |
| 2003-2004 | Serie C1                              | Play-out    |       | 2  | 1  | 0  | 1  | 2  | 2   |      |      |
| 2004-2005 | Serie C1                              | 5º          | 51    | 34 | 13 | 15 | 6  | 41 | 24  | 1.50 | 1.50 |
| 2004-2005 | Serie C1                              | Play-off    |       | 2  | 0  | 1  | 1  | 3  | 4   |      |      |
| 2005-2006 | Serie C2                              | 8º          | 44    | 34 | 9  | 17 | 8  | 30 | 27  | 1.29 | 1.29 |
| 2006-2007 | Serie C2                              | 5º          | 48    | 34 | 12 | 15 | 7  | 45 | 38  | 1.41 | 1.41 |
| 2006-2007 | Serie C2                              | Play-off    |       | 4  | 3  | 0  | 1  | 3  | 2   |      |      |
| 2007-2008 | Serie C2                              | 1º          | 72    | 34 | 20 | 12 | 2  | 57 | 27  | 2.12 | 2.12 |
| 2008-2009 | Lega Pro Prima Divisione              | 5º          | 54    | 34 | 14 | 12 | 8  | 34 | 33  | 1.59 | 1.59 |
| 2008-2009 | Lega Pro Prima Divisione              | Play-off    |       | 2  | 0  | 0  | 2  | 6  | 8   |      |      |
| 2009-2010 | Lega Pro Prima Divisione              | 5º          | 48    | 34 | 13 | 10 | 11 | 45 | 37  | 1.41 | 1.41 |
| 2009-2010 | Lega Pro Prima Divisione              | Play-off    |       | 2  | 0  | 1  | 1  | 0  | 2   |      |      |
| 2010-2011 | Lega Pro Prima Divisione              | 8º          | 45    | 34 | 12 | 9  | 13 | 36 | 37  | 1.32 | 1.32 |
| 2011-2012 | Lega Pro Prima Divisione              | 9º          | 41    | 34 | 12 | 7  | 15 | 35 | 42  | 1.21 | 1.21 |
| 2012-2013 | Lega Pro Prima Divisione              | 15º         | 29    | 32 | 8  | 5  | 19 | 28 | 51  | 0.91 | 0.91 |
| 2012-2013 | Lega Pro Prima Divisione              | Play-out    |       | 2  | 1  | 1  | 0  | 2  | 1   |      |      |
| 2013-2014 | Lega Pro Prima Divisione              | 12º         | 32    | 30 | 9  | 5  | 16 | 30 | 36  | 1.07 | 1.07 |
| 2014-2015 | Lega Pro                              | 3º          | 65    | 38 | 18 | 11 | 9  | 53 | 31  | 1.71 | 1.71 |
| 2014-2015 | Lega Pro                              | Play-off    |       | 3  | 1  | 1  | 1  | 5  | 3   |      |      |
| 2015-2016 | Lega Pro                              | 7º          | 52    | 34 | 13 | 13 | 8  | 40 | 25  | 1.52 | 1.52 |
| 2016-2017 | Lega Pro                              | 5º          | 59    | 38 | 16 | 11 | 11 | 43 | 36  | 1.55 | 1.55 |
| 2016-2017 | Lega Pro                              | Play-off    |       | 6  | 2  | 3  | 1  | 9  | 8   |      |      |
| 2017-2018 | Serie C                               | 4º          | 53    | 34 | 14 | 11 | 9  | 41 | 35  | 1.56 | 1.56 |
| 2017-2018 | Serie C                               | Play-off    |       | 5  | 2  | 2  | 1  | 5  | 4   |      |      |
| 2018-2019 | Serie D                               | 3º          | 66    | 34 | 19 | 9  | 6  | 57 | 28  | 1.94 | 1.94 |
| 2018-2019 | Serie D                               | Play-off    |       | 2  | 1  | 0  | 1  | 4  | 5   |      |      |
| 2019-2020 | Serie C                               | 2º          | 55    | 27 | 15 | 10 | 2  | 45 | 25  | 2.03 | 2.03 |
| 2019-2020 | Serie C                               | Play-off    |       | 3  | 2  | 1  | 0  | 3  | 1   |      |      |
| 2020-2021 | Serie B                               | 18º         | 34    | 38 | 9  | 7  | 22 | 31 | 57  | 0.89 | 0.89 |
| 2021-2022 | Serie C                               | 2º          | 86    | 38 | 25 | 11 | 2  | 72 | 26  | 2.26 | 2.26 |
| 2021-2022 | Serie C                               | Play-off    |       | 2  | 0  | 0  | 2  | 1  | 3   |      |      |
| 2022-2023 | Serie C                               | 1°          | 81    | 38 | 24 | 9  | 5  | 63 | 27  | 2,13 | 2,13 |
| 2023-2024 | Serie B                               | 11°         | 47    | 38 | 10 | 17 | 11 | 38 | 45  | 1,24 | 1,24 |
| 2024-2025 | Serie B                               | 13°         | 44    | 38 | 11 | 11 | 16 | 42 | 52  | 1,16 | 1,16 |

## Coppa Italia
Di seguito è riportata la cronistoria e le statistiche principali delle 53 edizioni della Coppa Italia a cui ha partecipato la Reggiana dalla sua fondazione. Il miglior piazzamento è stato conseguito nelle stagioni 1941-1942 e 1981-1982 col raggiungimento dei quarti di finale del torneo.
| Stagione  | Piazzamento                  | Note | G  | V | N | P | Gf | Gs |
| --------- | ---------------------------- | --- | -- | - | - | - | -- | -- |
| 1926-1927 | Sedicesimi                   | Venne interrotta ai sedicesimi di finale per mancanza di date disponibili per le partite | 2  | 2 | 0 | 0 | 15 | 4  |
| 1935-1936 | Sedicesimi                   | | 4  | 3 | 0 | 1 | 6  | 3  |
| 1936-1937 | Sedicesimi                   | | 4  | 3 | 0 | 1 | 13 | 8  |
| 1937-1938 | Terzo turno                  | | 3  | 2 | 0 | 1 | 3  | 2  |
| 1938-1939 | Secondo turno                | Eliminata allo spareggio col Brescia | 4  | 2 | 1 | 1 | 4  | 3  |
| 1939-1940 | Sedicesimi                   | | 5  | 4 | 0 | 1 | 12 | 5  |
| 1940-1941 | Qualificazione secondo turno | Quattro squadre di Serie B furono sorteggiate per effettuare un turno di qualificazione, nel quale la Reggiana fu eliminata | 1  | 0 | 0 | 1 | 2  | 3  |
| 1941-1942 | Quarti                       | | 3  | 2 | 0 | 1 | 6  | 7  |
| 1958      | Primo turno (girone)         | | 6  | 3 | 2 | 1 | 11 | 8  |
| 1958-1959 | Terzo turno                  | | 2  | 1 | 0 | 1 | 4  | 4  |
| 1959-1960 | Ottavi                       | | 3  | 2 | 0 | 1 | 7  | 8  |
| 1960-1961 | Primo turno                  | | 1  | 0 | 0 | 1 | 1  | 2  |
| 1961-1962 | Primo turno                  | | 1  | 0 | 0 | 1 | 1  | 2  |
| 1964-1965 | Primo turno                  | | 1  | 0 | 0 | 1 | 0  | 2  |
| 1965-1966 | Primo turno                  | Eliminata per sorteggio a favore del Palermo dopo il pareggio per 1-1 ai tempi supplementari | 1  | 0 | 1 | 0 | 1  | 1  |
| 1966-1967 | Secondo turno                | Disputa un incontro di qualificazione col Verona tra primo e secondo turno. Eliminata dal Varese ai rigori | 3  | 2 | 1 | 0 | 2  | 0  |
| 1967-1968 | Primo turno                  | | 1  | 0 | 0 | 1 | 2  | 3  |
| 1968-1969 | Primo turno (girone)         | | 3  | 1 | 0 | 2 | 1  | 5  |
| 1969-1970 | Primo turno (girone)         | | 3  | 0 | 1 | 2 | 2  | 5  |
| 1971-1972 | Primo turno (girone)         | | 4  | 1 | 1 | 2 | 4  | 5  |
| 1972-1973 | Secondo turno (girone)       | | 10 | 3 | 2 | 5 | 12 | 14 |
| 1973-1974 | Primo turno (girone)         | | 4  | 0 | 4 | 0 | 4  | 4  |
| 1974-1975 | Primo turno (girone)         | | 4  | 1 | 1 | 2 | 1  | 4  |
| 1975-1976 | Primo turno (girone)         | | 4  | 0 | 1 | 3 | 3  | 6  |
| 1981-1982 | Quarti                       | Vittoria 2-0 a tavolino con la Lazio nel girone. Eliminata ai rigori nella gara di ritorno con la Sampdoria | 7  | 2 | 3 | 1 | 6  | 4  |
| 1982-1983 | Primo turno (girone)         | Sconfitta 2-0 a tavolino col Cagliari nel girone | 5  | 1 | 1 | 3 | 6  | 8  |
| 1983-1984 | Ottavi                       | | 7  | 1 | 3 | 3 | 3  | 5  |
| 1985-1986 | Primo turno (girone)         | | 5  | 1 | 2 | 2 | 3  | 6  |
| 1986-1987 | Primo turno (girone)         | | 5  | 0 | 2 | 3 | 2  | 10 |
| 1987-1988 | Primo turno (girone)         | Per la prima volta vennero assegnati 3 punti per la vittoria. In caso di pareggio era prevista l'esecuzione dei calci di rigore, con l'attribuzione di due punti alla squadra vincente ed uno alla perdente (partita contro l'Inter) | 5  | 2 | 1 | 2 | 7  | 6  |
| 1989-1990 | Primo turno                  | Eliminata ai rigori dal Cosenza | 1  | 0 | 1 | 0 | 2  | 2  |
| 1990-1991 | Sedicesimi                   | Elimina ai rigori l'Avellino al primo turno | 4  | 2 | 0 | 2 | 4  | 6  |
| 1991-1992 | Sedicesimi                   | | 4  | 1 | 2 | 1 | 3  | 3  |
| 1992-1993 | Sedicesimi                   | | 3  | 0 | 1 | 2 | 5  | 8  |
| 1993-1994 | Sedicesimi                   | | 2  | 0 | 1 | 1 | 0  | 3  |
| 1994-1995 | Ottavi                       | | 5  | 3 | 1 | 1 | 6  | 4  |
| 1995-1996 | Ottavi                       | Elimina ai rigori il Trapani al primo turno | 3  | 1 | 1 | 1 | 3  | 4  |
| 1996-1997 | Ottavi                       | | 2  | 1 | 0 | 1 | 4  | 4  |
| 1997-1998 | Sedicesimi                   | | 4  | 2 | 1 | 1 | 4  | 3  |
| 1998-1999 | Primo turno                  | Eliminata ai rigori nella gara di ritorno con il Padova | 2  | 1 | 0 | 1 | 3  | 3  |
| 1999-2000 | Primo turno (girone)         | | 6  | 2 | 2 | 2 | 8  | 11 |
| 2008-2009 | Terzo turno                  | Vittoria 3-0 a tavolino con la Cremonese al primo turno | 3  | 2 | 0 | 1 | 4  | 1  |
| 2009-2010 | Secondo turno                | | 2  | 1 | 0 | 1 | 4  | 2  |
| 2010-2011 | Secondo turno                | | 2  | 1 | 0 | 1 | 3  | 4  |
| 2011-2012 | Primo turno                  | | 1  | 0 | 0 | 1 | 1  | 2  |
| 2012-2013 | Primo turno                  | | 1  | 0 | 0 | 1 | 0  | 2  |
| 2015-2016 | Secondo turno                | | 2  | 1 | 0 | 1 | 4  | 3  |
| 2016-2017 | Secondo turno                | | 2  | 1 | 0 | 1 | 4  | 3  |
| 2017-2018 | Secondo turno                | | 2  | 1 | 0 | 1 | 2  | 4  |
| 2020-2021 | Secondo turno                | Sconfitta 3-0 a tavolino con il Monopoli al secondo turno | 1  | 0 | 0 | 1 | 0  | 3  |
| 2022-2023 | Turno preliminare            | | 1  | 0 | 0 | 1 | 2  | 3  |
| 2023-2024 | Sedicesimi di finale         | | 3  | 2 | 0 | 1 | 9  | 5  |
| 2024-2025 | Trentaduesimi di finale      | | 1  | 0 | 0 | 1 | 0  | 1  |

## Coppa Italia Semiprofessionisti-Serie C-Lega Pro
Di seguito è riportata la cronistoria e le statistiche principali delle 33 edizioni della Coppa Italia Lega Pro a cui ha partecipato la Reggiana dalla sua fondazione. Il miglior piazzamento è stato conseguito nelle stagioni 1978-1979 e 2007-2008, col raggiungimento delle semifinali del torneo.
| Stagione  | Piazzamento               | Note | G  | V | N | P | Gf | Gs |
| --------- | ------------------------- | --- | -- | - | - | - | -- | -- |
| 1976-1977 | Primo turno (girone)      | | 4  | 0 | 2 | 2 | 0  | 2  |
| 1977-1978 | Primo turno (girone)      | | 4  | 1 | 1 | 2 | 5  | 4  |
| 1978-1979 | Semifinale                | | 12 | 7 | 2 | 3 | 26 | 14 |
| 1979-1980 | Ottavi                    | | 8  | 4 | 2 | 2 | 10 | 7  |
| 1980-1981 | Sedicesimi                | Otto squadre tra le vincenti dei gironi e le eliminate dalla Coppa Italia di A e B vennero estratte per disputare un turno di qualificazione ai sedicesimi (vittoria contro il Livorno) | 8  | 4 | 2 | 2 | 17 | 11 |
| 1983-1984 | Qualificazione sedicesimi | Otto squadre tra le vincenti dei gironi e le eliminate dalla Coppa Italia di A e B vennero estratte per disputare un turno di qualificazione ai sedicesimi (sconfitta contro il Novara) | 2  | 0 | 0 | 2 | 2  | 9  |
| 1984-1985 | Primo turno (girone)      | | 6  | 2 | 2 | 2 | 8  | 7  |
| 1985-1986 | Sedicesimi                | | 2  | 0 | 1 | 1 | 1  | 2  |
| 1986-1987 | Quarti                    | | 6  | 3 | 1 | 2 | 5  | 5  |
| 1987-1988 | Quarti                    | | 6  | 2 | 2 | 2 | 7  | 6  |
| 1988-1989 | Ottavi                    | | 10 | 5 | 4 | 1 | 16 | 5  |
| 1999-2000 | Ottavi                    | | 4  | 2 | 0 | 2 | 6  | 5  |
| 2000-2001 | Primo turno (girone)      | | 4  | 0 | 3 | 1 | 4  | 5  |
| 2001-2002 | Primo turno (girone)      | | 4  | 2 | 0 | 2 | 8  | 6  |
| 2002-2003 | Primo turno (girone)      | | 4  | 1 | 2 | 1 | 8  | 6  |
| 2003-2004 | Ottavi                    | | 8  | 4 | 1 | 3 | 12 | 8  |
| 2004-2005 | Primo turno (girone)      | | 4  | 0 | 2 | 2 | 3  | 5  |
| 2006-2007 | Primo turno (girone)      | | 4  | 0 | 2 | 2 | 3  | 6  |
| 2007-2008 | Semifinale                | | 12 | 8 | 2 | 2 | 25 | 12 |
| 2008-2009 | Secondo turno             | | 1  | 0 | 0 | 1 | 0  | 1  |
| 2009-2010 | Terzo turno               | Eliminata ai rigori dal Varese | 2  | 1 | 1 | 0 | 4  | 2  |
| 2010-2011 | Secondo turno             | | 1  | 0 | 0 | 1 | 1  | 3  |
| 2011-2012 | Terzo turno               | | 2  | 1 | 0 | 1 | 2  | 2  |
| 2012-2013 | Terzo turno               | | 2  | 1 | 0 | 1 | 4  | 3  |
| 2013-2014 | Secondo turno             | Passa il girone costituente il primo turno come migliore seconda | 3  | 1 | 0 | 2 | 3  | 6  |
| 2014-2015 | Primo turno (girone)      | | 2  | 1 | 0 | 1 | 2  | 2  |
| 2015-2016 | Secondo turno             | | 1  | 0 | 0 | 1 | 0  | 1  |
| 2016-2017 | Ottavi                    | Eliminata ai rigori dal Venezia | 2  | 1 | 1 | 0 | 4  | 1  |
| 2017-2018 | Secondo turno             | | 2  | 1 | 0 | 1 | 3  | 2  |
| 2019-2020 | Fase a gironi             | | 2  | 1 | 1 | 0 | 5  | 3  |
| 2021-2022 | Primo turno               | | 1  | 0 | 0 | 1 | 0  | 1  |
| 2022-2023 | Secondo turno             | | 1  | 0 | 0 | 1 | 0  | 1  |

## Coppa Italia Serie D
Di seguito è riportata la cronistoria e le statistiche principali dell'edizione della Coppa Italia Serie D a cui ha partecipato la Reggiana dalla sua fondazione.
| Stagione  | Piazzamento   | Note | G | V | N | P | Gf | Gs |
| --------- | ------------- | ---- | - | - | - | - | -- | -- |
| 2018-2019 | Secondo turno |      | 3 | 2 | 0 | 1 | 3  | 2  |